# Communauté de communes de Gérardmer-Monts et Vallées
La communauté de communes de Gérardmer-Monts et Vallées est une ancienne communauté de communes française située dans le département des Vosges en région Grand Est.

## Histoire
Le 23 décembre 2003, la communauté de communes des Lacs et des Hauts-Rupts est créée et est composée de 5 communes : Gérardmer, Liézey, Rehaupal, Le Tholy et Xonrupt-Longemer.
Le 1er janvier 2014, les communes voisines de Champdray et Granges-sur-Vologne rejoignent la structure intercommunale à la suite de la dissolution de la Communauté de communes des Monts de Vologne. Les communes isolées de Tendon et Le Valtin intègrent également la communauté de communes,.
À la suite du changement du périmètre de la communauté de communes, les élus trouvent que le nom de la structure ne se trouve plus adapté à son territoire. Le Conseil communautaire du 3 mars 2014 acte le changement de dénomination en « Communauté de communes de Gérardmer-Monts et Vallées »,.
La communauté de communes fusionne avec deux autres EPCI pour former la communauté de communes des Hautes Vosges au 1er janvier 2017.

## Composition
Elle était composée de 9 communes :
| Nom                 | Code Insee | Gentilé    | Superficie (km2) | Population (dernière pop. légale) | Densité (hab./km2) |
| ------------------- | ---------- | ---------- | ---------------- | --------------------------------- | ------------------ |
| Gérardmer (siège)   | 88196      | Géromois   | 54,78            | 8 276 (2014)                      | 151                |
| Champdray           | 88085      | Chandeleys | 9,49             | 171 (2014)                        | 18                 |
| Granges-sur-Vologne | 88218      | Gringeauds | 29,64            | 2 251 (2013)                      | 76                 |
| Liézey              | 88269      | Pouhas     | 13,27            | 275 (2014)                        | 21                 |
| Rehaupal            | 88380      |            | 4,72             | 201 (2014)                        | 43                 |
| Tendon              | 88464      | Todas      | 21,85            | 514 (2014)                        | 24                 |
| Le Tholy            | 88470      | Cafrancs   | 30,76            | 1 586 (2014)                      | 52                 |
| Le Valtin           | 88492      | Valtinois  | 19,64            | 86 (2014)                         | 4,4                |
| Xonrupt-Longemer    | 88531      | Xonrupéens | 30,71            | 1 555 (2014)                      | 51                 |

## Schéma de cohérence territorial (SCOT)
Dans le cadre des réflexions sur le futur périmètre du schéma de cohérence territorial (SCOT), les élus du Pays de Remiremont et ses vallées se sont prononcés favorablement au rattachement du secteur intercommunal de Gérardmer dans le contour du Pays.

## Administration
| Période                                  | Période          | Identité       | Étiquette  | Qualité |
| ---------------------------------------- | ---------------- | -------------- | ---------- | --- |
| Les données manquantes sont à compléter. |                  |                |            | |
|                                          | avril 2014       | Gilbert Poirot | PS puis PG | Adjoint au maire de Gérardmer (1989-2014) Conseiller général du canton de Gérardmer (1998-2015 et depuis 2016) |
| avril 2014                               | 31 décembre 2016 | Hervé Badonnel |            | |